# Dodenau
Dodenau ist ein Stadtteil von Battenberg im nordhessischen Landkreis Waldeck-Frankenberg. Dodenau ist ein staatlich anerkannter Luftkurort.

## Geographie
Der Ort liegt in Nordhessen, am Fuße des Rothaargebirges in unmittelbarer Nähe zur nordrhein-westfälischen Landesgrenze. Dodenau liegt an der Eder.

## Geschichte

### Ortsgeschichte
Das Dorf wurde erstmals 1184, in seiner mittelalterlichen Schreibweise Tatinowi, urkundlich erwähnt und gehörte dem Erzbistum Mainz. Um das Jahr 1400 verfiel der Ort zur Wüstung. Ab 1483 erfolgte die Wiederbesiedelung. Die Zeit des Dreißigjährigen Krieges brachte Dodenau fremde Truppen und die Pest in das Dorf.
1721/22 ließ Landgraf Ernst Ludwig von Hessen-Darmstadt sich im Dodenauer Forst das Jagdschloss Kleudelburg erbauen. Die Anlage wurde jedoch bereits ab 1770 wieder abgetragen. An ihrer Stelle steht heute ein 1884 erbautes Forsthaus.
Die Statistisch-topographisch-historische Beschreibung des Großherzogthums Hessen berichtet 1830 über Dodenau:

„Dodenau (L. Bez. Battenberg) evangel. Pfarrdorf; liegt an der Eder 1 St. von Battenberg, hat 122 Häuser und 827 Einw., die bis auf 1 Kath. evangelisch sind. Man findet 2 Mahl-, Oel- und Schneidemühlen, 1 Papier- und 1 Lohmühle. Die Nagelschmiede, die sehr zahlreich sind, verfertigen große Quantitäten von Nägeln. Jährlich werden 2 Märkte gehalten. – Ein Pleban kommt schon 1290 vor, und nach einem Verzeichniß aus dem 15. Jahrhundert gehörte Dodenau zum Kirchengebiete von Battenfeld. Im Jahr 1730 wurde ein Bleiglanz auf dem Silberlöcher entdeckt.“

1932 wurde Dodenau Teil des Landkreises Frankenberg/Eder. 1922 wurde die Freiwillige Feuerwehr Dodenau gegründet, 1926 die Feuerwehrkapelle.
Am 1. Februar 1971 wurde im Zuge der Gebietsreform in Hessen die bis dahin selbstständige Gemeinde Dodenau auf freiwilliger Basis in die Stadt Battenberg eingemeindet Für Dodenau, sowie für alle ehemals eigenständigen Gemeinden und die Kerngemeinde, wurden ein Ortsbezirk mit Ortsbeirat und Ortsvorsteher eingerichtet.
2007 gewann Dodenau den vom hr-Fernsehen veranstalteten Wettbewerb „Dolles Dorf“.

### Verwaltungsgeschichte im Überblick
Die folgende Liste zeigt die Staaten und Verwaltungseinheiten, denen Dodenau angehört(e):
- um 1400 und später: Heiliges Römisches Reich, Kurfürstentum Mainz, Amt Battenberg (Rechte und Gericht waren mehrfach verpfändet)
- ab 1464: Heiliges Römisches Reich, Landgrafschaft Hessen, Amt Battenberg
- ab 1567: Heiliges Römisches Reich, Landgrafschaft Hessen-Marburg, Amt Battenberg[9]
- 1604–1648: strittig zwischen Hessen-Kassel und Hessen-Darmstadt (Hessenkrieg)
- ab 1604: Heiliges Römisches Reich, Landgrafschaft Hessen-Kassel, Amt Battenberg
- ab 1627: Heiliges Römisches Reich, Landgrafschaft Hessen-Darmstadt, Oberfürstentum Hessen, Amt Battenberg[10]
- ab 1806: Großherzogtum Hessen,[Anm. 2] Fürstentum Oberhessen, Amt Battenberg[11]
- ab 1815: Großherzogtum Hessen, Provinz Oberhessen, Amt Battenberg
- ab 1821: Großherzogtum Hessen, Provinz Oberhessen, Landratsbezirk Battenberg[Anm. 3]
- ab 1832: Großherzogtum Hessen, Provinz Oberhessen, Kreis Biedenkopf
- ab 1848: Großherzogtum Hessen, Regierungsbezirk Biedenkopf
- ab 1852: Großherzogtum Hessen, Provinz Oberhessen, Kreis Biedenkopf
- ab 1867: Königreich Preußen,[Anm. 4] Provinz Hessen-Nassau, Regierungsbezirk Kassel, Kreis Biedenkopf (übergangsweise Hinterlandkreis)[10]
- ab 1871: Deutsches Reich, Königreich Preußen, Provinz Hessen-Nassau, Regierungsbezirk Wiesbaden, Kreis Biedenkopf
- ab 1918: Deutsches Reich, Freistaat Preußen, Provinz Hessen-Nassau, Regierungsbezirk Wiesbaden, Kreis Biedenkopf
- ab 1932: Deutsches Reich, Freistaat Preußen, Provinz Hessen-Nassau, Regierungsbezirk Kassel, Landkreis Frankenberg
- ab 1933: Deutsches Reich, Freistaat Preußen, Provinz Hessen-Nassau, Regierungsbezirk Kassel, Landkreis Frankenberg
- ab 1944: Deutsches Reich, Freistaat Preußen, Provinz Kurhessen, Landkreis Frankenberg
- ab 1945: Deutsches Reich, Amerikanische Besatzungszone,[Anm. 5] Groß-Hessen, Regierungsbezirk Kassel, Landkreis Frankenberg
- ab 1946: Deutsches Reich, Amerikanische Besatzungszone, Hessen, Regierungsbezirk Kassel, Landkreis Frankenberg
- ab 1949: Bundesrepublik Deutschland, Hessen, Regierungsbezirk Kassel, Landkreis Frankenberg
- ab 1971: Bundesrepublik Deutschland, Hessen, Regierungsbezirk Kassel, Landkreis Frankenberg, Stadt Battenberg
- ab 1974: Bundesrepublik Deutschland, Hessen, Regierungsbezirk Kassel, Landkreis Waldeck-Frankenberg, Stadt Battenberg

### Einwohnerentwicklung
| • 1577: | 052 Hausgesesse           |
| • 1629: | 044 Hausgesesse           |
| • 1712: | 073 Haushaltungen         |
| • 1791: | 638 Einwohner             |
| • 1800: | 643 Einwohner             |
| • 1806: | 673 Einwohner, 109 Häuser |
| • 1829: | 827 Einwohner, 122 Häuser |

| Dodenau: Einwohnerzahlen von 1791 bis 2015 | Dodenau: Einwohnerzahlen von 1791 bis 2015 | Dodenau: Einwohnerzahlen von 1791 bis 2015 | Dodenau: Einwohnerzahlen von 1791 bis 2015 | Dodenau: Einwohnerzahlen von 1791 bis 2015 |
| --- | ------------------------------------------ | ------------------------------------------ | ------------------------------------------ | ------------------------------------------ |
| Jahr |                                            |                                            |                                            | Einwohner                                  |
| 1791 | 1791                                       |                                            | 638                                        | 638                                        |
| 1800 | 1800                                       |                                            | 643                                        | 643                                        |
| 1806 | 1806                                       |                                            | 673                                        | 673                                        |
| 1829 | 1829                                       |                                            | 827                                        | 827                                        |
| 1834 | 1834                                       |                                            | 792                                        | 792                                        |
| 1840 | 1840                                       |                                            | 896                                        | 896                                        |
| 1846 | 1846                                       |                                            | 960                                        | 960                                        |
| 1852 | 1852                                       |                                            | 902                                        | 902                                        |
| 1858 | 1858                                       |                                            | 883                                        | 883                                        |
| 1864 | 1864                                       |                                            | 824                                        | 824                                        |
| 1871 | 1871                                       |                                            | 770                                        | 770                                        |
| 1875 | 1875                                       |                                            | 739                                        | 739                                        |
| 1885 | 1885                                       |                                            | 776                                        | 776                                        |
| 1895 | 1895                                       |                                            | 770                                        | 770                                        |
| 1905 | 1905                                       |                                            | 785                                        | 785                                        |
| 1910 | 1910                                       |                                            | 814                                        | 814                                        |
| 1925 | 1925                                       |                                            | 819                                        | 819                                        |
| 1939 | 1939                                       |                                            | 937                                        | 937                                        |
| 1946 | 1946                                       |                                            | 1.417                                      | 1.417                                      |
| 1950 | 1950                                       |                                            | 1.377                                      | 1.377                                      |
| 1956 | 1956                                       |                                            | 1.292                                      | 1.292                                      |
| 1961 | 1961                                       |                                            | 1.236                                      | 1.236                                      |
| 1967 | 1967                                       |                                            | 1.306                                      | 1.306                                      |
| 1980 | 1980                                       |                                            | ?                                          | ?                                          |
| 1990 | 1990                                       |                                            | ?                                          | ?                                          |
| 2000 | 2000                                       |                                            | ?                                          | ?                                          |
| 2011 | 2011                                       |                                            | 1.419                                      | 1.419                                      |
| 2015 | 2015                                       |                                            | 1.316                                      | 1.316                                      |
| Datenquelle: Historisches Gemeindeverzeichnis für Hessen: Die Bevölkerung der Gemeinden 1834 bis 1967. Wiesbaden: Hessisches Statistisches Landesamt, 1968. Weitere Quellen: ; Zensus 2011 |                                            |                                            |                                            |                                            |

### Historische Religionszugehörigkeit
| • 1829: | 0776 evangelische (= 99,88 %), ein katholischer (= 0,12 %) Einwohner |
| • 1885: | 0772 evangelische (= 99,48 %), 4 katholische (= 0,52 %) Einwohner    |
| • 1961: | 1138 evangelische (= 92,07 %), 96 katholische (= 7,77 %) Einwohner   |

## Sehenswürdigkeiten
Sehenswert sind die denkmalgeschützte Evangelische Kirche und das Wildgehege Dodenau.

## Vereine
- TSV Dodenau 1908 e. V.
- 1. Dodenauer SC 1984
- 825 Jahre Dodenau e. V.
- Bogensportverein Tatinowi
- DRK Ortsgruppe Dodenau
- FC Schalke 04 Fan-Club
- Fischereiverein Petri Heil
- Förderverein Tati&Nowi
- Forstbetriebsvereinigung Dodenau e. V.
- Freiwillige Feuerwehr Dodenau e. V.
- Jagdgenossen Dodenau II und III
- Jugendclub Dodenau
- MGV „Eintracht“ 1861 Dodenau e. V.
- Osterfeuer Dodenau e. V.
- Pferdefreunde Ederaue-Dodenau e. V.
- Seniorenclub Dodenau
- Schachclubs Battenberg und Dodenau
- Skiclub Blau-Gelb Dodenau
- VdK Dodenau
- Verkehrs- und Verschönerungsverein 1955 Dodenau e. V.

## Verkehr
Der Haltepunkt Dodenau lag an der Bahnstrecke Bad Berleburg–Allendorf. Der Personenverkehr wurde am 30. Mai 1981 eingestellt, der Güterverkehr am 29. Mai 1995. Im Jahr 2000 wurden die Gleise abgebaut.

## Persönlichkeiten
In Dodenau geboren
- Karl Reitz (1887–1980), hessischer Landtagsabgeordneter (CDU)